# Philippe Briet (galeriste)
 (mai 2013).
Si vous disposez d'ouvrages ou d'articles de référence ou si vous connaissez des sites web de qualité traitant du thème abordé ici, merci de compléter l'article en donnant les références utiles à sa vérifiabilité et en les liant à la section « Notes et références ».
Pour les articles homonymes, voir Philippe Briet et Briet.
Philippe Briet, né le 9 décembre 1959 à Abbeville, dans la Somme, et mort le 25 février 1997  à New York, est un galeriste et éditeur français.
Entre 1977 et 1994, il organise 98 expositions artistiques et contribue, notamment, à la redécouverte aux États-Unis du peintre américain Beauford Delaney. 
Au printemps 1982, il part en Chine par le Transsibérien préparer ce qui sera la première exposition de peinture chinoise contemporaine en France depuis la fin de la Seconde Guerre mondiale, qu'il présentera à Caen en 1983 : « Jeunes peintres de Chine populaire ». Les œuvres des 80 artistes sont le reflet de l'état de la peinture chinoise officielle de l'époque car il n'a pu cependant les choisir.

## Biographie
Philippe Briet est le fils de Paul Briet (né en 1933), professeur d'éducation physique, et de Marie-Thérèse Laroque (1934-2019), peintre, graveur. 
Sa passion pour l'art naît à l'adolescence alors qu'il dessine et découvre les techniques de l'aquarelle et de la peinture à l'huile, l'exposition « Centenaire de l'impressionnisme », en 1974, étant un autre révélateur. Mais c'est à la suite de sa rencontre, le 27 novembre 1976, avec l'académicien René Huyghe, lors de l'hommage national à André Malraux célébré dans la Cour carrée du Louvre, qu'il décide de partager cette passion avec ses camarades, et commence à organiser ses premières expositions dans son lycée à Caen. Entre 1977 et 1979, il rencontre quelques personnalités qui inscrivirent leur nom dans l'aventure de l'art moderne : Sonia Delaunay, avec qui il se lie d'amitié et qui crée pour lui une affiche, Salvador Dalí, qui le reçoit dans sa propriété de Portlligat, Michel Seuphor, Marc Chagall, André Masson, Jean Picart le Doux, Vieira da Silva, Fernand Mourlot, et Savignac, qui crée aussi une affiche pour une de ses expositions.
Après des études secondaires au lycée Malherbe de Caen, il obtient son baccalauréat en 1979, avant de suivre les cours de 1re année de l'École du Louvre. En 1980, il fonde avec cinq camarades de Caen l'association Couleurs nouvelles (loi de 1901) pour la promotion des arts plastiques. Le sculpteur Arman en crée le sigle. Un temps stagiaire (1980) et assistant (1981) du marchand d'art Karl Flinker, il devient à l'automne 1982 responsable des expositions d'art contemporain pour la ville de Caen (1982-1985). Il est aussi chargé, en 1984, par le ministère des relations extérieures, d'organiser « Rencontres », une exposition itinérante d'art contemporain français en Afrique noire (Abidjan, Dakar et Bamako). Parmi les artistes qu'il choisit figurent Arman, Jacques Pasquier, Gérard Fromanger, Jean Hélion, Georges Noël, Jean-Paul Riopelle, Pierre Buraglio, Michel Haas, etc. Il se met aussi en quête d'artistes africains à faire connaître en France : Youssouf Bath, N'Guessan Kra, Théodore Koudougnon. 
Il ouvre à New York quelques années plus tard, en octobre 1987, sa galerie au 377 Broome Street dans SoHo, Philippe Briet Gallery, Inc., puis en 1989, avec le soutien financier de la Société générale New York Branch dirigée alors par Jacques Bouhet, Philippe Briet, Inc., au 558 Broadway ; son frère Sylvain Briet le rejoint en août 1989 et collabore à la galerie.
Il y expose quelques artistes français dont le peintre normand Jacques Pasquier, Paul Rebeyrolle, Gérard Fromanger, mais s'intéresse particulièrement au travail d'artistes américains : Hedda Sterne, Futura 2000, Robert Therrien, ou Beauford Delaney (1901-1979) dont il est le redécouvreur de l'œuvre en avril 1988.
Sa personnalité lui vaut de nombreuses et solides amitiés dont celle de l'académicien René Huyghe, du sculpteur Arman qui à New York en 1979 l'introduit véritablement à l'art contemporain, du peintre Jean-Michel Basquiat avec qui il partage entre autres sa découverte de l'Afrique, de l'affichiste Savignac, du compositeur et saxophoniste Ornette Coleman, de l'écrivain Michel Butor dont il édite le livre La Révolution dans l'arboretum, collaboration de l'auteur avec Hedda Sterne, des peintres Jacques Pasquier et Futura 2000, et celle de Cid Corman dont il publie en collaboration, avec l'éditeur américain Richard Milazzo, un recueil de poésie dédié à Beauford Delaney, Tributary (Edgewise Press). 
Ses projets sont souvent inattendus, comme ce voyage entrepris en décembre 1989 avec Ornette Coleman dans la région de Oaxaca, Mexique, afin d'y réaliser une vidéo présentant la région natale qui inspira l'œuvre du peintre et sculpteur Francisco Toledo (la vidéo To Francisco Toledo, dont Ornette Coleman assura le montage en y associant sa musique, fut présentée à la galerie dans l'exposition « Toledo », en 1990). La découverte du pastel de Jean-François Millet Le Ramasseur de fagots, soleil couchant, exposé au Hiroshima Museum of Art, est à l'origine de sa passion pour l'œuvre du peintre et de l'exposition qui s'ensuivit à la Philippe Briet Gallery, « Jean-François Millet : A Dialogue » (1993).
L'exposition du peintre américain Jeffrey Wasserman, au théâtre municipal de Caen en 1980, aurait dû être accompagnée d'un livre qui, faute d'argent, ne vit jamais le jour. Conçu par Brian Rushton, conservateur au Brooklyn Museum, il devait s'appeler New York… Chercher l'artiste. Chercher l'artiste, « trouver chez tous les artistes, jeunes ou moins jeunes une trajectoire, sentir quelqu'un vouloir inscrire sa vie par le combat de la création », écrivait-il en septembre 1983, voilà quel sens Philippe Briet donnait à son regard, à ses choix. 
Pierre Salinger, ancien porte parole du président John F. Kennedy et chef de bureau de ABC News à Paris, avait écrit pour Philippe Briet une préface à New York… Chercher l'artiste dont l'extrait suivant était encore d'actualité jusqu'au dernier jour de sa vie : 

« L'aventure de Philippe Briet est un exemple éclatant que tout homme et toute femme de bonne volonté peut faire quelque chose dans ce monde difficile dans lequel nous vivons pour faire avancer leurs idées et réaliser leur passion. »

Philippe Briet meurt à 37 ans, assassiné chez lui, 377 Broome Street, à New York, dans la nuit du 25 février 1997.

## Chronologie des expositions

### Lycée Malherbe, Caen (sauf mention),1977 - 1980
- 1977 :
  - Chapelain-Midy, lithographies (5-28 mai)
- 1978 : 
  - Jean Picart le Doux, lithographies, céramiques et tapisserie (9-23 mars)
  - Sonia Delaunay, lithographies, gouaches, céramiques et tapisserie (24 avril-6 mai)
  - Marc Chagall : Message aux Jeunes, affiches lithographiques (16-28 mai)
  - Jacques Pasquier, œuvres récentes (9-29 novembre). Affiche de l'exposition créée par Jacques Pasquier
- 1979 :
  - Cartes de Vœux d’Artistes Contemporains (8-20 janvier). Affiche de l'exposition créée par Sonia Delaunay
  - Vilató : peintures et gravures (15-31 mars). Affiche de l'exposition créée par Javier Vilató
  - Folon : affiches et gravures (3-19 mai). Affiche de l'exposition créée par Jean-Michel Folon
- 1980 : 
  - NEWYORKACAEN : peintures de Jeffrey Wasserman, photographies de Jeff Koetsch, théâtre municipal de Caen (26 mars-26 avril). Affiche et titre de l'exposition créés par Savignac
  - Jeffrey Wasserman : Les Dessins (28 mars-7 avril)

### Responsable programmation art contemporain[5],1981 - 1985
- 1981 :
  - Jean Hélion : œuvres autour du Triptyque du Marché, exposition réalisée par l'associassion Couleurs nouvelles, Hôtel d'Escoville, Caen (6 février-1er mars)
  - Pasquier : Peintures et dessins, galerie La Lisière, Reims (7-31 mars)
  - Louttre.B, exposition réalisée par Couleurs nouvelles, peintures, hôtel d'Escoville, Caen (2-21 juin)
  - Sonia Delaunay : gouaches, galerie La Lisière, Reims (1-19 décembre)
- 1982 : 
  - Alquin : dessins, galerie La Lisière, Reims (16 janvier-13 février)
  - Gilles Aillaud : peintures, exposition réalisée par Couleurs nouvelles, hôtel d'Escoville, Caen (6-26 février)
  - Vilató : peintures, galerie La Lisière, Reims (mars)
  - Xavier : Le Lai de Désiré, gravures, exposition réalisée par Couleurs nouvelles, La Caisse à Images, 82, rue de Bernières, Caen (6-31 mars)
  - Landi : maquettes originales d'affiches de films, exposition réalisée par Couleurs nouvelles, La Caisse à Images, Caen (5-26 juin). Affiche de l'exposition créée par Michel Landi
  - Léo Kouper : Affichiste, exposition réalisée par Couleurs nouvelles, La Caisse à Images, Caen (16 octobre-13 novembre)
  - 10 Affiches pour la ville, 10 projets d'affiches évoquant l'aspect touristique de la Ville de Caen, réalisées par des étudiants (Régis Basset, Thierry Beaufils, Philippe Bourdet, Catherine Compère, Patrick Hamelin, Catherine Latour, Francine Lelégard et Corinne Suppin) du Département Arts Graphiques (DNAT) de l'École régionale des beaux-arts de Caen, théâtre municipal, Caen (novembre)
  - Langage photographique : écritures/lectures, photographies de Lucien Clergue, Jean Dieuzaide, Eikoh Hosoe, Ralph Gibson, Jeremy Stephany, et Franco Fontana, exposition conçue par l'Atelier de Recherche Esthétique, théâtre municipal, Caen (3-30 novembre)
  - Figuration Libre, en collaboration avec Hervé Perdriolle, 5 toiles de Hervé Di Rosa, Rémi Blanchard, François Boisrond, Catherine Viollet et Robert Combas, réalisées en public à la Comédie de Caen, exposées à la Comédie de Caen (celle de Boisrond) et au théâtre municipal, Caen (16-30 novembre)
  - Schauer : peintures 1978-1982, 30 œuvres, théâtre municipal de Caen (11 décembre-8 janvier 1983)
- 1983 : 
  - Gérard Fromanger 1963/1983, rétrospective réalisée par Couleurs nouvelles, musée des beaux-arts de Caen (peintures 1963-1976) et neuf autres lieux dans la ville : théâtre municipal (peintures 1976-1979), hôtel d'Escoville (peintures et pastels 1982-1983), bibliothèque municipale (peintures portraits d'écrivains), école des beaux-arts (peintures petits formats 1978), Comédie de Caen (Album de sérigraphies 'Le Rouge'), Caisse à Images (album de lithographies 'Le Peintre et le Modèle'), École normale (estampes et affiches), magasins Legallais-Bouchard (lithographies) et Nouvelles Affiches (lithographies) (29 janvier-6 mars)
  - M. F. Poiré-Lequoy : Visions, 125 photographies, théâtre municipal, Caen (7 mai-15 juin)
  - Jacques Drouin : peintures, théâtre municipal, Caen (7 mai-15 juin)
  - Jeunes Peintres de Chine Populaire, œuvres de 80 artistes, exposition réalisée par Couleurs nouvelles, théâtre municipal, Caen (30 avril-15 juin); Le Prieuré, Airaines (25 juin-18 septembre); centre culturel de l'Yonne, Auxerre (2-31 décembre). Affiche de l'exposition créée par Michel Landi
  - Pierre Boulet : Peintures 1979-1983, théâtre municipal, Caen (10 septembre-15 octobre)
  - Luzia Simons : empreintes et cuir, théâtre municipal, Caen (17 septembre-22 octobre)
  - Georges Noël : itinéraire 1957/1983, théâtre municipal, Caen (5 novembre-10 décembre). Affiche de l'exposition créée par Georges Noël
- 1984 : 
  - Robert Malaval - Louis Pons (artiste): Correspondances, exposition réalisée par Couleurs nouvelles, théâtre municipal, Caen (10 mars-29 avril)
  - Christian Luu, photographie, théâtre municipal, Caen (avril)
  - Jean-Paul Riopelle, exposition réalisée par Couleurs nouvelles, estampes au Musée des beaux-arts et peintures à l'hôtel d'Escoville, Caen (12 mai-15 juillet)
  - Sempé, rétrospective réalisée par Couleurs nouvelles, 600 dessins, théâtre municipal, Caen (9 juin-30 septembre). Affiche de l'exposition créée par Sempé. À l'occasion de l'exposition, un concert de Michel Legrand et ses musiciens, dans des décors conçus par Sempé, est donné au théâtre municipal le 9 juin
  - Christian Bouillé : Et la périphérie, peintures, exposition réalisée par Couleurs nouvelles, centre culturel de Cherbourg (12 mai-15 juin); théâtre municipal, Caen (27 octobre-30 novembre)
  - Rencontres, Art contemporain français (Alechinsky, Alquin, Arman, Buraglio, Fromanger, Haas, Hélion, Matta, Noël, Pasquier, Riopelle, Schauer, Zao Wou-Ki), centre culturel Français, Abidjan, Côte d'Ivoire (7-30 novembre); Musée Dynamique, Dakar, Sénégal (17 décembre-10 janvier 1985). Exposition organisée par l'Association française d'action artistique, Ministère des relations extérieures
  - Rencontres, Artistes contemporains de Côte d'Ivoire : Youssouf Bath et N'Guessan Kra, Théâtre du Rond-Point, Paris. Exposition organisée par l'Association française d'action artistique, Ministère des relations extérieures (16 novembre-7 décembre)
- 1985 : 
  - Rencontres, Musée National, Bamako, Mali (12 février-3 mars)
  - Georges Noël : 25 ans de graphisme, centre culturel Georges Meliès, Hôtel Indépendance, Ouagadougou, Burkina Faso. Exposition organisée par l'Association française d'action artistique, Ministère des relations extérieures (19 février-5 mars)
  - Jacques Pasquier : nouvelles de voyages et œuvres récentes, théâtre municipal, Caen (19 janvier-2 mars). Affiche de l'exposition créée par Jacques Pasquier
  - Jacques Pasquier : Peintures 1980-1985, Le Prieuré, Airaines (27 avril-2 juin)
  - Stéphane Quoniam : Alexandre, Séverine et les autres..., peintures, dessins, théâtre municipal, Caen (mai)
  - Nicolas Alquin : sculptures, dessins, sculptins, théâtre municipal, Caen (23 mars-5 mai)
  - 5 Franse Schilders, peintres français (Pier Brouet, Bernard Caillaud, Jean-Philippe Muzo, Jacques Pasquier, et Jacques Piquery), Bergen, Pays-Bas (14 septembre-20 octobre); 5 Peintres Hollandais (Dirk Breed, Jan Budding, Daphne Kouwenaar, David Kouwenaar, et Rob Verkerk), théâtre municipal, Caen (5 octobre-10 novembre). Expositions conçues avec Arie Rampen dans le cadre d'un échange artistique avec les Pays-Bas; affiche de l'exposition créée par Michel Landi
  - [Miniatures Rajpoutes, exposition organisée par l'association Civilisations et Rencontre Internationales et Madame Singh, avec la participation du Musée de Normandie et de l'association Couleurs nouvelles, Église Saint-Georges, Esplanade du Château, Caen (6-17 novembre)
  - Théodore Koudougnon : pastels, pâte à papier, galerie La Lisière, Reims (14 décembre-18 janvier 1986)        Peinture rajput

### Exposition Jean-Michel Basquiat en Afrique
- 1986 : Jean-Michel Basquiat, accrochage des 23 œuvres conçu par Philippe Briet, à l'invitation de Georges Courrèges, exposition organisée par la galerie Bruno Bischofberger, centre culturel Français (directeur, Georges Courrèges), Abidjan, Côte d'Ivoire (10-31 octobre)

### Philippe Briet Gallery, 377 Broome Street, New York (sauf mention),1987 - 1989
- 1987 : 
  - Joaquín Torres García : New York 1920-1922, exposition inaugurale (23 septembre-31 octobre)
  - Riopelle : Honni Soit Qui Mal Y Pense, création d'une gravure par Jean-Paul Riopelle pour l'exposition (novembre)
- 1988 : 
  - Chris Martin : Paintings, Sculptures (14 janvier-27 février)
  - A Reading to Welcome Karl Flinker to New York, poèmes de Vincent Katz ('To Sir'), Elio Schneeman ('Black Wind') et Liam Fennelly ('Vous volez mes roses'), lus par leurs auteurs, samedi 30 janvier, 18 h 00
  - Brett De Palma : Empire of Ghosts (mars)
  - Jeffrey Wasserman : Three Paintings: 1968-1978-1988 (avril)
  - Futura 2000 : New Work (mai)
  - Bill Schwarz : Systems' Filters (juin)
  - 7 & 6 : Michel Butor, Robert Creeley, Robert Therrien, présentation de l'édition de tête du livre 7 & 6 publié par Lise Hoshour (octobre). Vernissage suivi d'une lecture des poèmes du livre (inspirés de l'œuvre de Robert Therrien) par Michel Butor et Robert Creeley, en l'église Most Holly Crucifix faisant face à la galerie, 6 octobre, 20 h 00
  - Beauford Delaney [1901-1979] : From Tennessee to Paris (9 novembre-22 décembre)
- 1989 : 
  - Antoine Laval : Tools (mars)
  - Futura 2000 : œuvres récentes, commissaire de l'exposition Jean-Louis Bouillère, Musée de Vire (4 mars-30 avril)
  - Sane Wadu : Art Without Boundaries (avril)
  - Futura 2000 : œuvres récentes, galerie du Jour agnès b., Paris (1er juin-8 juillet)
  - Futura 2000 : Ultimes Obres, Galeria Arcs & Cracs, Barcelone, Espagne (octobre)

### Philippe Briet Gallery, 558 Broadway, New York (sauf mention),1989 - 1994
- 1989 : 
  - Dont You Know By Now, Ornette Coleman est commissaire de l'exposition inaugurale présentant des œuvres de sa collection par les artistes Tom Blackwell, Fred Brown, Ed Clark, Ornette Coleman, Beauford Delaney, Guy Harloff, Jeffrey Lew, Ron Luster, Z. K. Oloruntoba, et Bob Thompson (5 octobre-18 novembre)
  - Jeffrey Lew : New York (28 novembre-décembre)
- 1990 : 
  - Toledo (1er février-3 mars). Les peintures et sculptures sont accompagnées de la vidéo To Francisco Toledo, réalisée par Ornette Coleman et Philippe Briet à partir de leurs images filmées au Mexique à Juchitán et Oaxaca, région natale de Francisco Toledo, en décembre 1989. Durée : 21 min
  - Tim Beard : Paintings (8 mars-5 avril)
  - Jacques Pasquier : Paintings and Works on Paper, 1re exposition du peintre à New York (8 mars-5 avril)
  - Futura 2000, The New Paintings (11 avril-5 mai)
  - Gérard Fromanger : De Toutes Les Couleurs, 1re exposition du peintre à New York (12 mai-12 juin)
  - Artists of the Year, œuvres de Ornette Coleman, Jeffrey Lew, Francisco Toledo, Tim Beard, Jacques Pasquier, Futura 2000, Gérard Fromanger, et Marty Christensen (14 juin-7 juillet)
  - Marty Christensen, Paintings (14 juin-7 juillet)
  - Clyfford Still : A Dialogue, le poète et critique d'art Alan Jones est commissaire de l'exposition ; œuvres de Ford Beckman, Mike Bidlo, Robert Bordo, Tony Candido, Charles Clough, Colette, Fernando Colón, Ron Gorchov, Jonathan Lasker, Russell Malz, Jeffrey Plate, Takao Saito, Charles Saulson, et Wolfgang Staehle (13 octobre-17 novembre)
  - Jean Vérame : Bronzes (27 novembre-22 décembre)
- 1991 : 
  - Beauford Delaney : A Retrospective [50 Years of Light], 65 œuvres (3 février-30 mars)
  - Pan Gongkaï : Son of Art, peintures (4 avril-11 mai)
  - Yvonne Thomas : New Work, peintures (juin)
  - Futura, participation à l'organisation de l'exposition, galerie du Jour agnès b., Paris (25 juin-20 juillet)
  - Sabino : La Magia de la Libertad, peintures de l'artiste mexicain Sabino López Aquino (10 octobre-9 novembre)
  - Domenikos Theotokopoulos : A Dialogue, le poète et critique d'art Geoffrey Jacques est commissaire de l'exposition ; œuvres de Terry Adkins, John Ahearn, Benny Andrews, Ida Applebroog, Martine Barrat, Jean-Michel Basquiat, Beauford Delaney, Eric Fischl, Marina Gutierrez, Bill Hutson, Ari Marcopoulos, Jackson Pollock, Arthur Simms, Jorge Tacla, Andy Warhol, et David Wojnarowicz (5 décembre-25 janvier)
- 1992 : 
  - Arthur Simms, sculptures (13 février-21 mars.
  - An Exhibition for Satyajit Ray, exposition consacrée au cinéaste avec présentation du storyboard original du film Le Monde d'Apu (1959) prêté par Satyajit Ray et la Cinémathèque française ; œuvres de Martine Barrat, Jean-Michel Basquiat, Jonathan Borofsky, Herbert Brandl, Ornette Coleman, Joseph Cornell, Gustave Courbet, Beauford Delaney, Jane Dickson, Jean-Michel Folon, Alberto Giacometti, Wifredo Lam, Henri Matisse, Joan Miró, Joan Mitchell, Isamu Noguchi, Pablo Picasso, Jack Pierson, Jean-Paul Riopelle, Joseph Stella, Yves Tanguy, Mark Tobey, Francisco Toledo, Joaquín Torres García, Fulvio Testa, James Turrell, Viswanadhan, et Jeffrey Wasserman (11 avril-16 mai)
  - Marina Gutierrez, Holly Hughes, Bruno Rousselot, Arthur Simms, Yvonne Thomas, Jeffrey Wasserman (juin)
  - Jeffrey Wasserman : New Paintings (15 septembre-10 octobre)
  - Charles LaBelle : Colonies, installation (24 octobre-14 novembre)
  - Viswanadhan : New Paintings (21 novembre-19 décembre)
- 1993 : 
  - Hedda Sterne, peintures (23 janvier-27 février)
  - Paul Rebeyrolle : Vanity and Power (6 mars-3 avril)
  - Jean-François Millet : A Dialogue, le poète et critique d'art Alan Jones est commissaire de l'exposition ; œuvres de Donald Alberti, Karel Appel, Arman, Donald Baechler, Joseph Beuys, Michel Butor, Saint Clair Cemin, Marc Couturier, Sophie Fenwick, Jean Le Gac, Howard Hussey, Yasuo Ihara, Vik Muniz, Stephen Pollack, Peter Nadin, Salvatore Scarpitta, Frank Schroder, Jane Sloane, Saul Steinberg, et Meg Webster (10 avril-30 mai)
  - Conférences de René Huyghe à l'école d'art et d'architecture Cooper Union, New York : Art and Literature: El Greco & Barrès, 16 avril ; Rembrandt or The View from Within, 21 avril
  - Arman, Hedda Sterne, Viswanadhan, Jeffrey Wasserman (juin)
  - Charles LaBelle : Lodger (10 septembre-9 octobre)
  - Fenso Lights, installation vidéo/photographie conçue par un groupe de quatre jeunes artistes moscovites (Anton Smirnskij, Vasilij Smirnov, Denis Salautin, Anton Chernjak) rencontrés par Philippe Briet à Moscou en août 1993 (9 novembre-18 décembre)
- 1994 : 
  - Scott Vradelis : Paintings (27 janvier-12 mars)
  - Le Temps d'un Dessin, œuvres de 86 artistes vivant aux États-Unis, exposition conçue par Philippe Briet, galerie de l'école des beaux-arts de Lorient (16 mars-6 avril)
  - Beauford Delaney : The New York Years [1929-1953] (9 avril-19 juin)
  - Marie Th. Laroque : Drawings, Paintings, Sculptures, AquaSource Gallery, New York (19 novembre-10 décembre)

#### Concerts à la Philippe Briet Gallery (558 Broadway, New York)
- 1989 : Serpentine, groupe de musique Rock, vernissage de l'exposition Jeffrey Lew : New York (28 novembre)
- 1990 : Mari Okubo et son groupe Cosmic Evolution. Paroles et musique de Ornette Coleman. Concert Jazz en clôture des expositions Tim Beard et Jacques Pasquier (5 avril)
- 1992 : Badal Roy, musique indienne, vernissage de l'exposition Satyajit Ray : A Dialogue (11 avril)
- 1993 : A Concert for Hedda Sterne : The Bern Nix Trio, concert de jazz donné par un musicien d'Ornette Coleman et sa formation (Bern Nix, guitare, William Parker, basse et David Cappello, percussions). À l'occasion du dernier jour de l'exposition « Hedda Sterne », en présence du peintre (5 février)

#### Conférence
- 1994 : The New Novel and Its Extensions : Literary and Visual, Special Session : Collaborations : Peintres et Écrivains, conférence présentée par Mireille Calle-Grubert, avec Philippe Briet, Michel Butor, Bertrand Dorny, Michel Sicard, et Anne Walker, Elmira College, Elmira (New York) (18 octobre)

### Expositions posthumes
- 1-30 avril 1998 : la Ville de Caen et Jean-Marie Girault, Sénateur-Maire, rendent hommage à Philippe Briet avec la rétrospective Hedda Sterne : dessins [1939-1998], un projet inédit du galeriste
- 25 septembre-4 novembre 2007 : à l'initiative de Hervé Perdriolle, la Région Basse-Normandie, présidée par Philippe Duron, commémore les 10 ans de sa disparition à travers l'exposition Philippe Briet: Art. Art. Art. Sylvain Briet en est le commissaire artistique. Présentée à l'Abbaye aux Dames, à Caen, elle est accompagnée de la publication du catalogue Philippe Briet: Art. Art. Art., édité par Sylvain Briet, auquel collaborent de nombreux artistes et auteurs que le galeriste a bien connus, dont Michel Butor, Hedda Sterne, Pascal Bonafoux, Richard Milazzo, Gérard Fromanger, Howard Hussey, Catherine St. John, Léo Kouper, Landi, Hughes Labrusse, Philippe Harrouard, Paquerette Villeneuve... En outre, le catalogue comporte des textes inédits écrits par Philippe Briet sur les personnalités qu'il rencontra : Sonia Delaunay, André Masson, Vieira da Silva, Salvador Dalí, Andy Warhol, Jean-Michel Basquiat, Jean-Paul Riopelle, Hedda Sterne, Gérard Fromanger, et le peintre qu'il contribua à faire redécouvrir, Beauford Delaney. Le catalogue comprend aussi des textes et poèmes inédits sur Philippe Briet, par Arman, René Huyghe, Robert Creeley, Jeffrey Wasserman, Ornette Coleman, René Ricard, et Alan Jones. Enfin, Frédéric Tréfouel, diplômé de l’école du Louvre, y étudie la personnalité de Philippe Briet à travers ses dessins, photographies et nombreux écrits